# Tsuur
La flûte tsuur est jouée par les populations mongoles Uriankhai de la région de l’Altaï.

## Facture
C'est un instrument à vent en bois en forme de tuyau vertical avec trois trous pour les doigts. Il n'y a pas de biseau, et l'embouchure terminale est libre. Cette flûte peut être réalisée à partir de la hampe florale de la rhubarbe ou du céleri sauvage qui est creuse et rigide.
La tige sèche est coupée en deux dans le sens de la longueur pour enlever la moelle tendre afin de l'évider. Puis, les deux parties sont collées ensemble et ficelées. Une pointe métallique chauffée permet de percer les trois trous.

## Jeu
Un son clair et doux et un bourdon sont produits à la fois par l’instrument et par la gorge du musicien. La technique de jeu reprend celle du ney iranien, car le son est produit en plaçant les dents au bord de l'embouchure afin de créer une poche d'air entre les lèvres et l'instrument.
« La musique traditionnelle pour flûte tsuur » a été inscrite en 2009 par l'UNESCO sur 
la liste du patrimoine immatériel nécessitant une sauvegarde urgente car seulement une quarantaine d'instruments est connue et la tradition risque de disparaitre.